# Province de Balagne
La province de Balagne est une ancienne division territoriale de la Corse, créée par l'administration génoise et intégrée le 15 janvier 1790 sous l'administration française dans le district de L'Île-Rousse. Son chef-lieu était Algajola, supplanté par L'Île-Rousse à la fin du XVIIIe siècle.

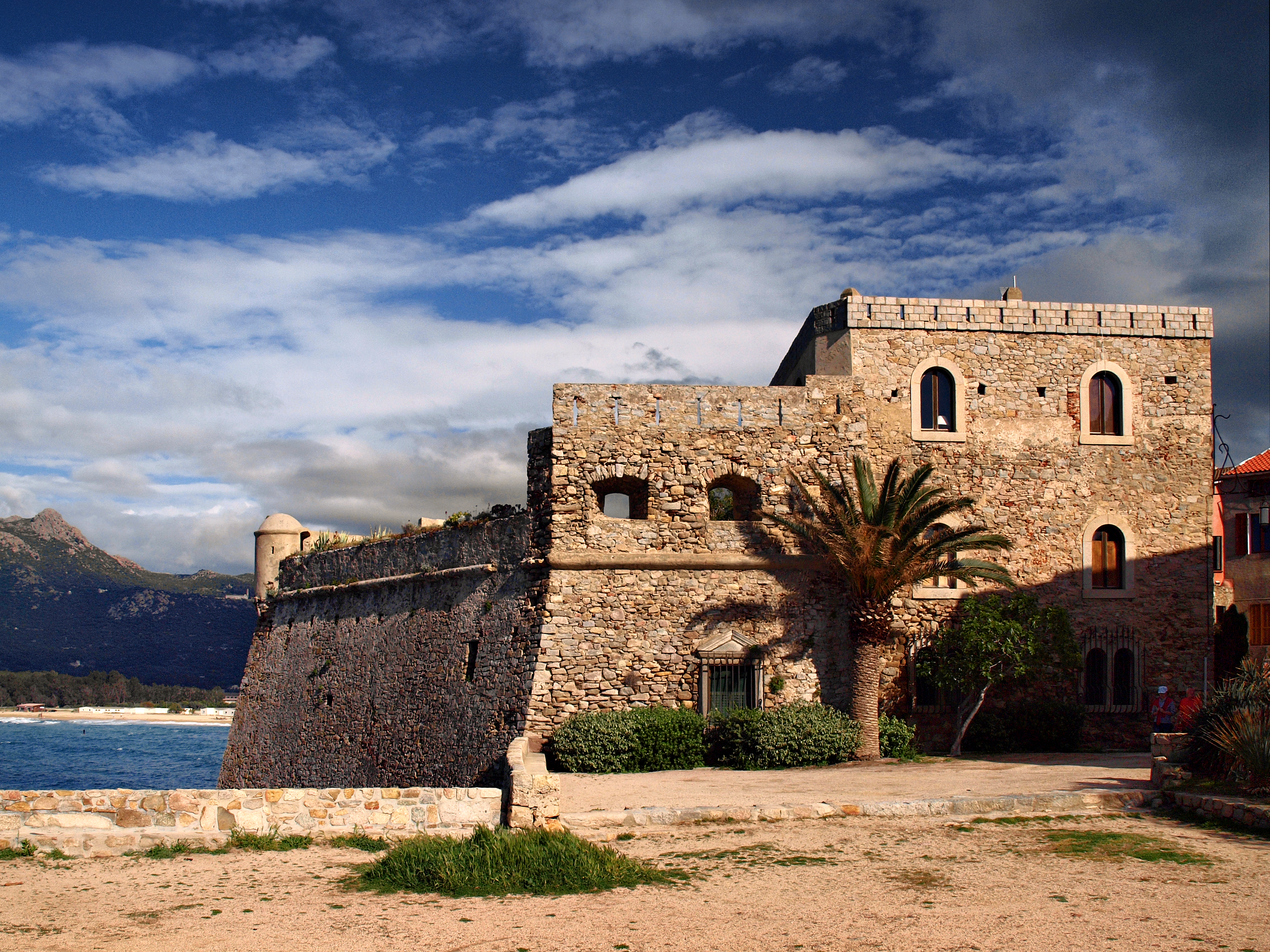
Le fort d'Algajola.

## Géographie
La province de Balagne comprend la microrégion du même nom, limitée à l'est par l'Ostriconi, à l'ouest par le Fiume Seccu et au sud par un contrefort oriental du massif du Monte Cinto portant notamment le Monte Padru, point culminant de la province.
La province de Balagne avait pour provinces limitrophes celles du Nebbio au nord-est, de Bastia à l'est et de Calvi à l'ouest.

## Histoire

### Administration

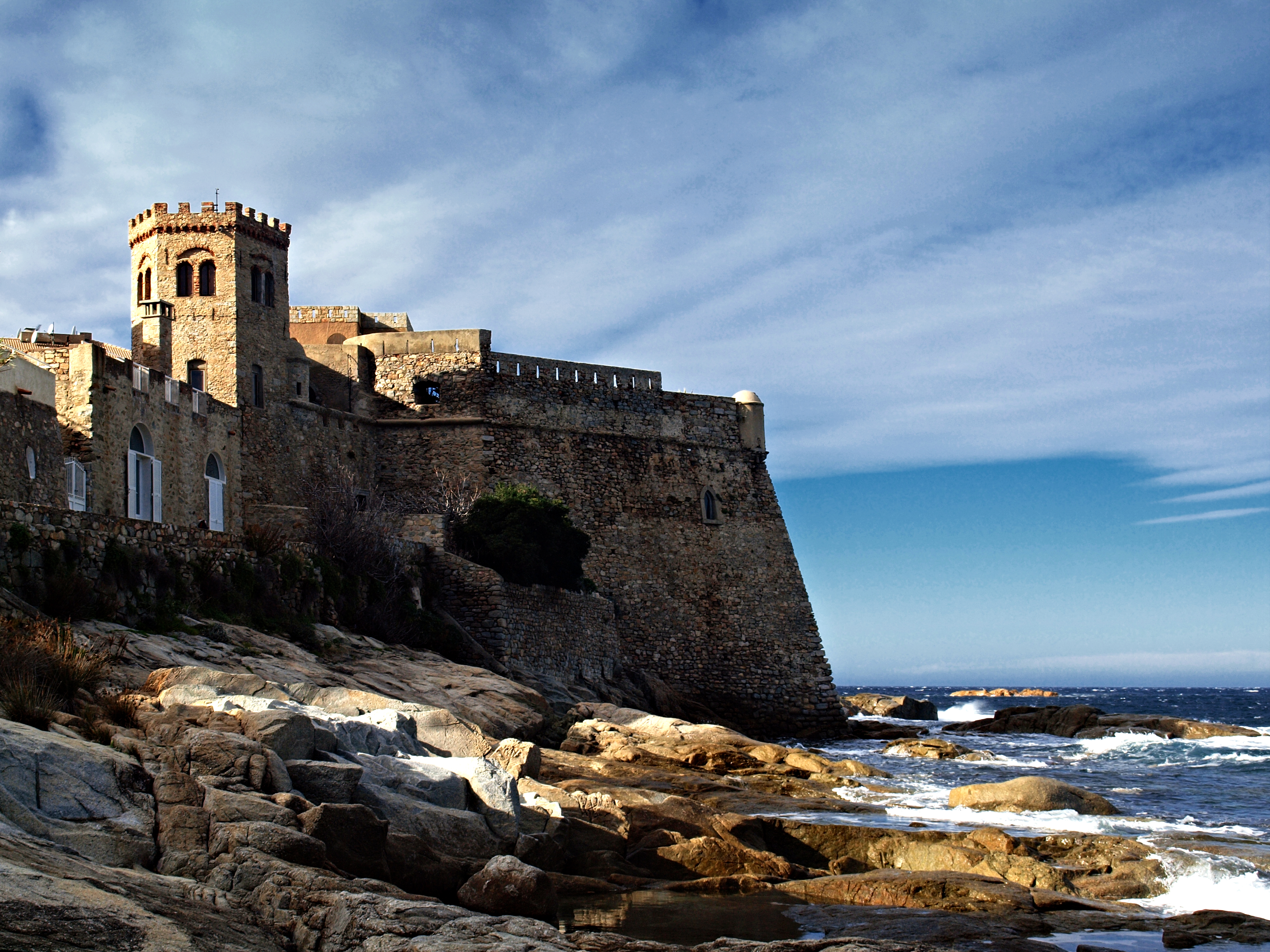
Le fort d'Algajola.

Algajola était la capitale administrative de la province de Balagne. Un tribunal pour les pièves voisines y était établi.
L'Office de Saint Georges qui gère l'île depuis 1453, entretenait en Balagne un officier particulier, qui s’appelait lieutenant (luogotenente) du Deçà des Monts et administrait la justice aux « Balanais » seulement. Ce lieutenant avait sous ses ordres un capitaine, un cavallero ou chef de la police, et plusieurs sbires.

### Composition
Dans son Dialogo nominato Corsica (ou Description de la Corse) composé entre 1522 et 1531, Mgr Giustiniano évêque de Nebbio décrit l'évêché de Sagone qui comprend douze pièves : Pino en Balagne, Olmia ou Calenzana, Chiomi, Armito, Sia, Salogna, Paomia, Vico, Cinarca, Sorno in sù, Cruzini et Sevendentro ; mais donne aussi la composition de la province de Balagne qui comprenait les pièves suivantes :
- Tuani
- Aregno ;
- Sant'Andréa ;
- Pino ;
- Ulmia.

À ces cinq pièves il faut ajouter la piève de Giussani, parce qu'elle ressort au tribunal de la Balagne.
L'Algajola, selon d'autres Gabbiola, se trouve dans la piève d'Aregno. C'est là que demeure le lieutenant de l'Office. 
Un château forteresse y a été construit peu avant 1531 pour, à la fois, servir de demeure au lieutenant -il était le représentant du pouvoir exécutif à la tête d'une province- de l'Office de Saint Georges, et faire partie du système défensif génois.
Avant la guerre, l'Algajola était une forteresse très peu importante, située sur la côte ; le village, aujourd'hui presque abandonné, était aussi fort petit, puisqu'il n'avait guère que vingt-cinq ou trente feux. Aujourd'hui il est moindre encore. Il est pourtant fort commodément situé ; « C'est sans doute, à cause de cette commodité même que l'Office a choisi cet endroit pour en faire la résidence du lieutenant, de préférence à beaucoup d'autres endroits plus peuplés et peut-être plus sains. ».
En 1739, la monarchie française envoie en Corse un puissant corps expéditionnaire commandé par le marquis de Maillebois. Celui-ci fait opérer au mois de juin 1740, un dénombrement général de l'île qui avait donné pour la Balagne les résultats suivants :
| Juridiction         | Pieves et nombre des villages | Nombre de feux | Nombre d'habitants |
| ------------------- | ----------------------------- | -------------- | ------------------ |
| Balagne ou Algajola | Aregno : 14 villages          | 1 010          | 4 512              |
|                     | Sant'Andréa : 3 villages      | 280            | 1 232              |
|                     | Thuany : 5 villages           | 480            | 2 112              |
|                     | Ostriconi : 2 villages        | 129            | 576                |
|                     | Gussany : 6 villages          | 235            | 1 057              |
|                     | Total :                       | 2 134          | 9 489              |

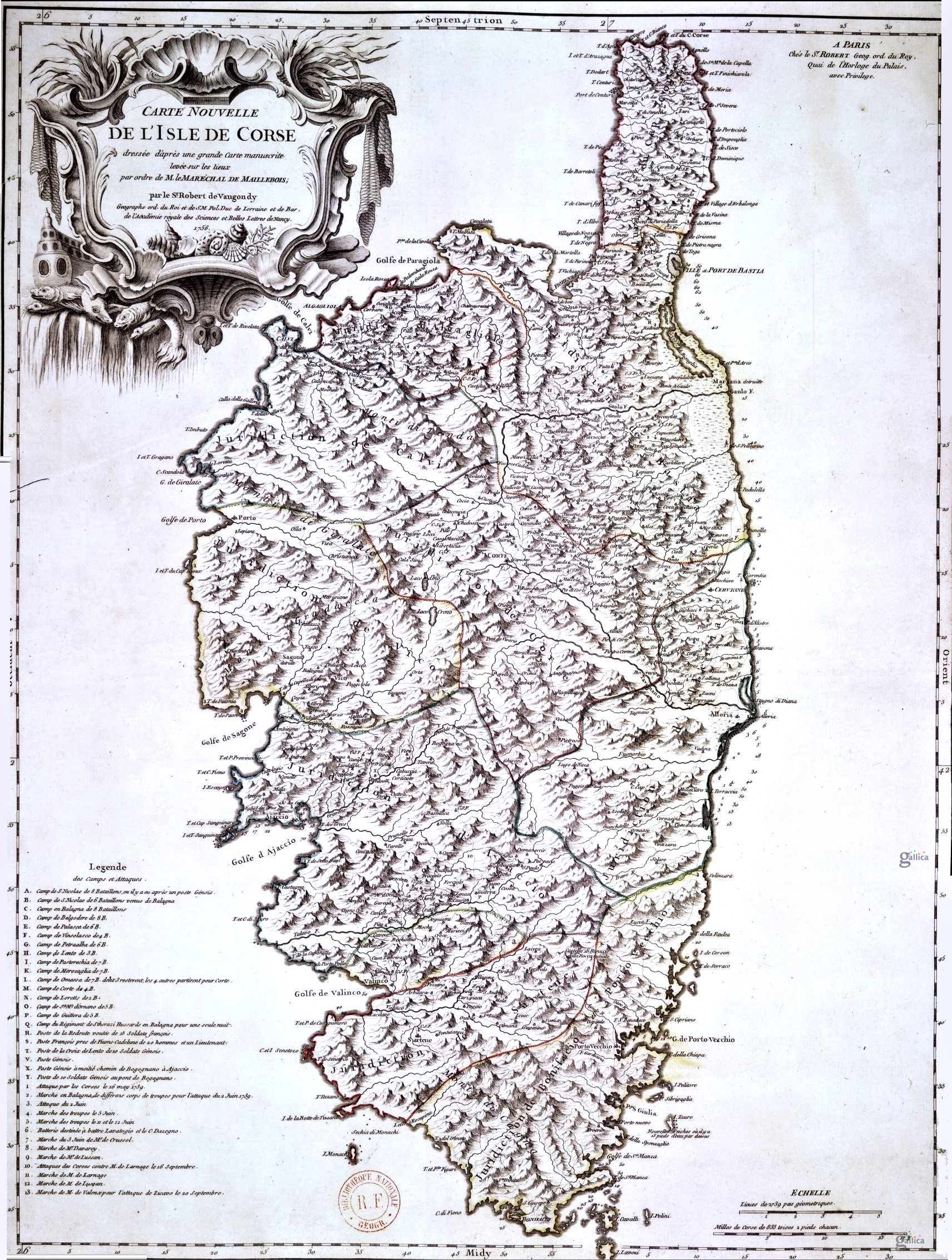
Juridictions de Corse 1756.

- 1756 - Sur ordre du maréchal de Maillebois, Robert de Vaugondy dresse une carte militaire des juridictions de Corse.
- 1768 - Dans son rapport dressé[Note 1] à la demande de Gênes, l'abbé Francesco Maria Accinelli écrit : La Balagna : Provincia più fertile di tutte le altre di Corsica, sebbene non arriva à miglie 70.di ampiezza, e molto più ricca per l’abbondanza di oglio, di cui ne fà gran traffico : Cinque Pievi contiene questa Provincia = cioè Ostricone, Giussani, S.Andrea, Aregno, e Tuvani. [...] Era antiquitus l’Algagliola circondata di buone muraglie, situata alla sponda del mare in buona positura, ma in queste ultime Ribellioni è stata mezza rovinata.

« Capitoli stati conchiusi dalle Seren.ma Republica di Genova per la cessione fatta di tutto il Regno di Corsica alla Francia ». (Trad. « Des chapitres ont été conclus par la Sérénissime République de Gênes pour la vente de tout le royaume de Corse à la France. »
Le 15 mai, par le traité de Versailles, la Corse passe sous administration française.
- 1790 - Le 26 février, un décret de l’Assemblée nationale fixe le nom, l’étendue, les limites et les districts des 83 départements. La Corse est partagée en neuf districts (avant on disait juridictions) : Bastia, Oletta, A Porta, Cervioni, Corti, l’Isula Rossa, Aiacciu, Tallà et Vicu. Le district est partagé en cantons (avant on disait pievi), le canton en communes.

Le 28 août, la Constituante décrète que les tribunaux de district du département de la Corse seront établis à Bastia, Oletta, l’Isula Rossa, A Porta d’Ampugnani, Corti, Cervioni, Aiacciu, Vicu et Tallà.